# مونتهسون
مونتهسون (انگلیسی: Montesson) یک کمون در استان ایل-دو-فرانس  در شمال فرانسه است و در حومه غربی پاریس واقع شده است.حمل و نقل در مونتهسون با اتوبوس هایی به پاریس انجام می شود.